# Pavel Bogaci
Pavel Bogaci (în rusă Павел Иванович Богач; n. 1870, Secureni, gubernia Basarabia, Imperiul Rus – d. 1916) a fost un țăran și politician țarist, deputat în Duma de Stat al celei de-a I-a convocări din partea Basarabiei.

## Biografie
S-a născut în anul 1870 în satul Secureni din ținutul Hotin. A fost un țăran ucrainean cu studii inferioare, a absolvit școala din sat. 
În cadrul dumei, s-a ținut de viziuni moderate, non-partizan. A fost membru al uniunii ucrainene din Dumă.